# Kościół Nawiedzenia Najświętszej Maryi Panny w Miejscu Piastowym
Kościół Nawiedzenia Najświętszej Maryi Panny – rzymskokatolicki kościół parafialny znajdujące się przy ul. Dukielskiej 16 w  Miejscu Piastowym, w powiecie krośnieńskim województwa podkarpackiego.
Należy do parafii pod tym samym wezwaniem (dekanat Miejsce Piastowe archidiecezji przemyskiej).
Obecna murowana świątynia została wzniesiona w latach 1886–1888 według projektu Sławomira Odrzywolskiego. Jej fundatorem był Jan Trzecieski, syn Tytusa Trzecieskiego, jednego z założycieli górnictwa naftowego w niedalekiej Bóbrce. 
Jan Trzecieski sprowadził z Turynu do Miejsca Piastowego założyciela Zgromadzeń św. Michała Archanioła (Michalitów i Michalitek), salezjanina ks. Bronisława Markiewicza, który w 1892 roku objął parafię. W dniu 2 lipca tego samego roku (albo w 1893 roku) biskup Jakub Glazer konsekrował świątynię. W kolejnych latach budowla stopniowo otrzymywała wyposażenie. Miejscowy rzeźbiarz Franciszek Lorenz wykonał ambonę razem z figurą Chrystusa (1894 rok), ołtarze i kamienną rzeźbę Matki Boskiej na fasadzie (1900 rok). W 1908 roku miała zostać namalowana polichromia w „stylu matejkowskim”. W tym samym roku przeszklone zostały barwnym szkłem katedralnym okna oraz zostały zamówione trzy witraże do prezbiterium. Na podstawie porównania wizerunku św. Michała Archanioła z witrażem (ok. 1906 rok) umieszczonym w świątyni pod wezwaniem św. Jerzego w Puńcowie (powiat cieszyński) należy przypisać umieszczony w Miejscu Piastowym zespół pracowni Richarda Schleina z Gródka nad Nysą. Figury różnią się tylko niektórymi akcentami kolorystycznymi jak i kilkoma detalami w ułożeniu pokonanego Szatana leżącego u stóp Archanioła. Inna jest, pomimo podobnych proporcji okien, oprawa architektoniczna, w której umieszczone zostały grupy postaci. W Puńcowie posiada formę typowej neogotyckiej arkady, natomiast w Miejscu Piastowym została ona dostosowana do bardziej neoromańskiego stylu całego kościoła. Świątynia była uszkodzona w czasie obu wojen światowych. Podczas ofensywy wojsk sowieckich w 1944 roku zostały uszkodzone wieża oraz okna. Ucierpiały wtedy witraże. 
Po zakończeniu wojny w latach 1945–1946 świątynia była remontowana. Krakowska pracownia „Bracia Paczka” odnowiła witraże (1945 rok) i odtworzyła pozostałe geometryczne przeszklenia na podobieństwo poprzednich (1946 rok). Po wojnie aż do dziś świątynia była poddawana kilku pracom renowacyjnym, m.in. w 1972 roku Stanisław Jakubczyk, malarz z Krakowa, wykonał nową polichromię (być może przemalowaną w latach 90 XX wieku lub po roku 2000) oraz kompozycje mozaikowe ze szkła barwnego zdobiące obecnie ściany świątyni.